# Bröderna Karamazov
För andra betydelser, se Bröderna Karamazov (olika betydelser).
Bröderna Karamazov (ryska: Бра́тья Карама́зовы, Brát'ja Karamázovy) är en roman av Fjodor Dostojevskij som utkom 1879–1880. Den var författarens sista stora verk.
Romanen handlar om de tre bröderna Karamazov, alla representerande tre typer av ungdomar. Dessa är 
- Aljosja, den fromme troende
- Ivan, den intellektuelle och tvivlande
- Dmitrij, livsnjutaren.

Mordet på deras far, Fjodor Karamazov, bildar ramen för romanen. 